# Opharus nigrocinctus
Opharus nigrocinctus är en fjärilsart som beskrevs av Rothschild 1935. Opharus nigrocinctus ingår i släktet Opharus och familjen björnspinnare. Inga underarter finns listade i Catalogue of Life.